# Horreum

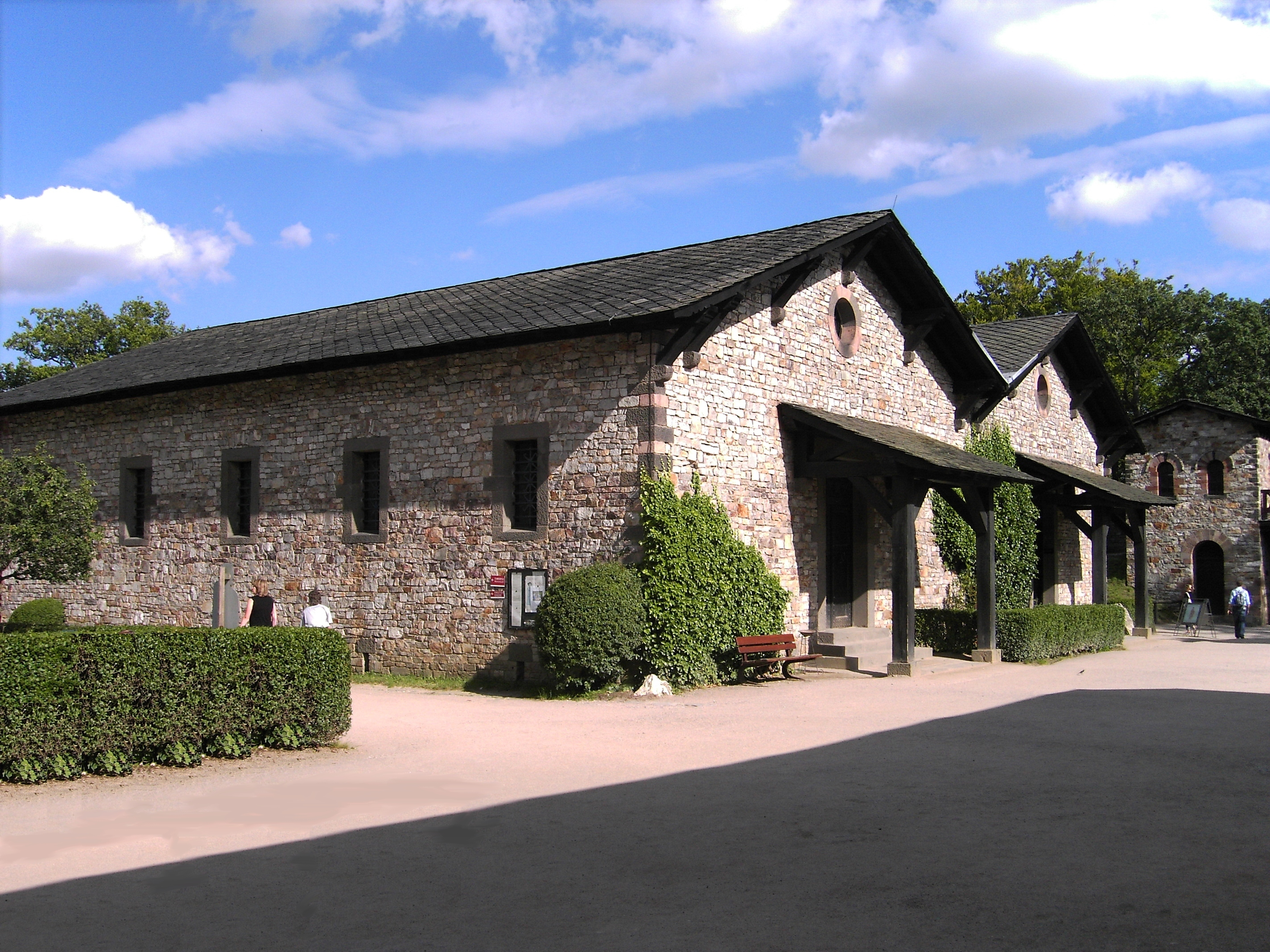
Un horreum reconstruit à Saalburg (land de Hesse, Allemagne).

Un horreum (pluriel horrea) est un entrepôt de l'époque romaine. Bien que le terme latin évoque souvent le grenier à grains, les horrea étaient également utilisés pour stocker d'autres types de biens. Ainsi, les Horrea Galbae (en) à Rome abritaient du grain mais aussi de l'huile d'olive, du vin, des vivres, des vêtements et même du marbre.

## Historique
Les premiers horrea furent construits à Rome à la fin du IIe siècle av. J.-C., entre 193 et 174 av. J.-C. au sud de l'Aventin près du Tibre. Le premier horreum public fut celui construit par le tribun Caïus  Gracchus en 123 av. J.-C. Le mot était alors associé à un lieu destiné à la conservation des biens ; il pouvait être une cave (horrea subterranea), mais aussi un endroit où on stocke des œuvres d'art ou même une bibliothèque.
À la fin de l'empire, Rome comptait 290 horrea, ceci afin de répondre aux nombreux besoins de la ville. Les plus grands de ces entrepôts étaient gigantesques même selon les normes actuelles : les Horrea Galbae comportaient 140 pièces au rez-de-chaussée sur une surface totale de 21 000 m2. Lorsque l'empereur Septime Sévère décéda en 211 apr. J.-C., on raconte qu'il laissa assez de nourriture dans les horrea pour approvisionner toute la population de Rome (un million d'habitants selon les estimations les plus courantes) pendant sept ans. Cela nous donne une idée de la place disponible.
Certains horrea publics fonctionnaient un peu comme des banques, comme dépôt d'objets précieux. Les plus nombreux étaient toutefois ceux où l'État stockait et distribuait les aliments comme le grain ou l'huile d'olive. 
Des bâtiments similaires (même s'ils étaient plus petits que ceux de Rome) étaient courants dans les villes, les cités et les forts de l'empire. Des exemples bien préservés ont été fouillés près du mur d'Hadrien en Angleterre, notamment dans les forts de  Housesteads, Corbridge et South Shields. En France, un horreum souterrain (donc plutôt un cryptoportique) a été découvert à Narbonne, rue Rouget de l'Isle 43° 11′ 08″ N, 3° 00′ 17″ E.
Vu les besoins insatiables de Rome, la quantité de marchandises en transit dans certains horrea de la ville était énorme. On estime que la colline artificielle de Monte Testaccio à Rome qui se trouve derrière le site des Horrea Galbae  contient les restes d'au-moins 53 millions d'amphores d'huile d'olive, amphores qui ont servi à importer 6 milliards de litres d'huile.

## Architecture et dénomination

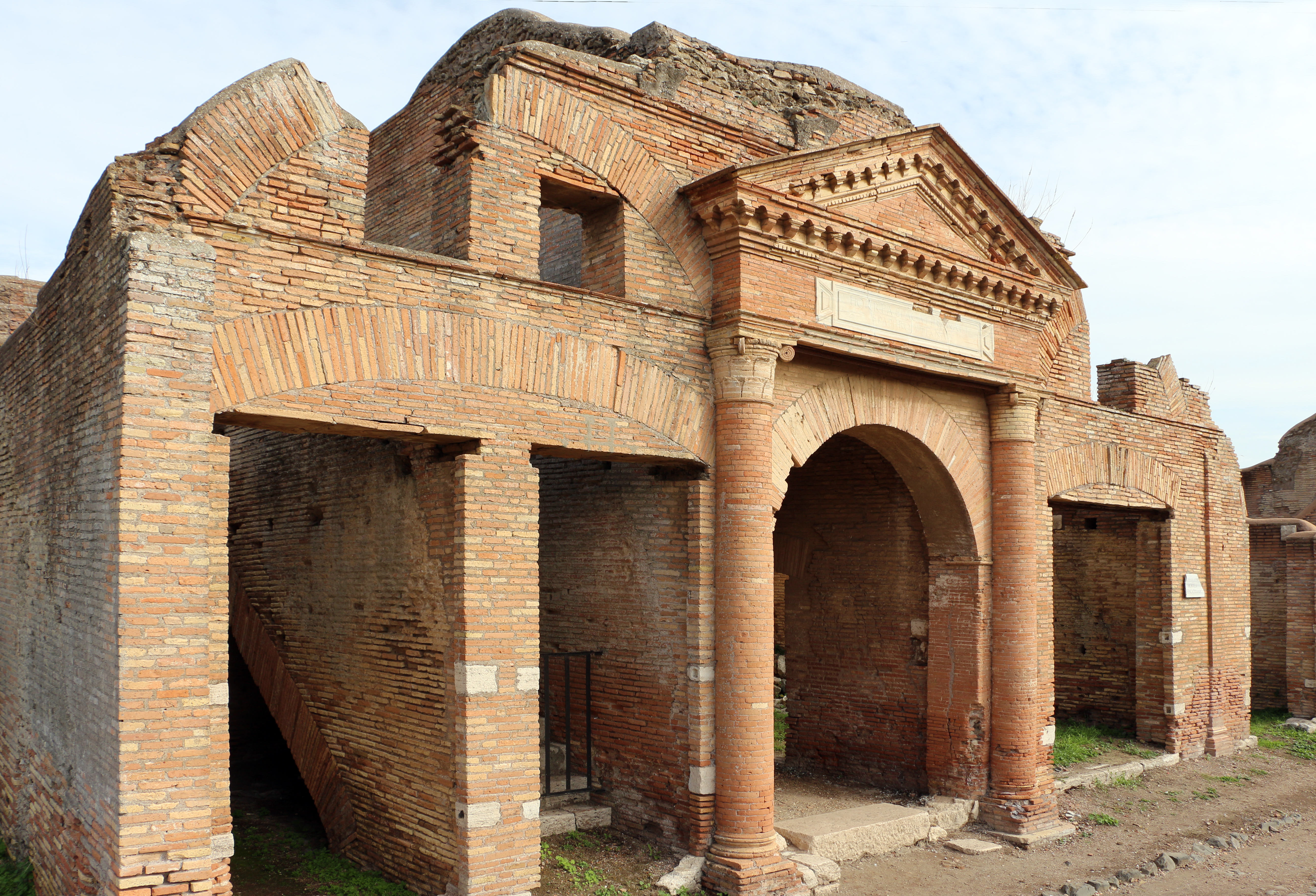
L'horreum Epagathiana et Epaphroditiana, à Ostie construit vers 145-150 apr. J.-C.

Les horrea de Rome et de son port Ostie avaient deux étages ou plus. Ils possédaient des rampes plutôt que des escaliers, afin de faciliter l'accès aux étages supérieurs. Les horrea pour le grain étaient construits sur piliers afin de réduire les risques d'humidité et donc de perte. De nombreux horrea servaient également de zones de commerce avec des rangées de petits magasins (les tabernae) disposés autour d'une cour intérieure centrale. Certains étaient même assez élaborés, se rapprochant sans doute de nos galeries marchandes modernes. D'autres, comme ceux d'Ostie, n'avaient pas de cour centrale et présentant des rangées de tabernae dos-à-dos. Au Moyen-Orient, les horrea suivaient un autre plan, avec une seule rangée de tabernae très profondes, toutes ouvertes sur le même côté, ils reflétaient un style architectural qui était très répandu dans les palais et les complexes religieux de la région,. 
La sécurité et la protection contre le feu étaient les premiers soucis. Les horrea avaient souvent des murs très épais (jusqu'à un mètre) pour écarter les risques d'incendie. Les fenêtres étaient toujours très étroites et placées très haut pour décourager le vol. Les portes étaient protégées par des systèmes complexes de serrures et de verrous. Même les horrea les plus grands ne disposaient que de deux ou trois portes extérieures qui étaient souvent très étroites et n'autorisaient pas l'entrée de charrettes. Le déplacement les marchandises dans, hors ou à l'intérieur des horrea était très probablement accompli manuellement. Les horrea les plus grands avaient donc de grandes équipes de travailleurs.
Les horrea romains étaient dénommés individuellement. Parfois leurs noms nous renseignent sur le contenu, comme  candelaria pour la cire,  chartaria pour le papier  ou piperataria pour le poivre. D'autres étaient baptisés du nom d'empereurs ou d'autres membres de la famille impériale, comme les Horrea Galbae, qui furent appelées ainsi d'après l'empereur Galba.  Deux affranchis  Epagathus et Epaphroditus (probablement les propriétaires) ont donné leurs noms à un horreum particulièrement bien conservé d'Ostie.